# LG Optimus L7
LG Optimus L7 (модельний номер  — P705)  — смартфон із серії L-Series, розроблений компанією LG Group, анонсований 21 лютого 2012 року. Виходить із операційною системою Android Ice Cream Sandwich на виставці Mobile World Congress у Барселоні. 

## Програмні особливості
QuickMemo

Функція QuickMemo дозволяє робити швидкі замітки, скриншоти дисплею приладу. Зображення, що були зроблені як замітки чи дудли можуть пересилатися через повідомлення чи пошту, проте не можуть бути відправлені у соціальні мережі. Працює не у всіх країнах.

## Огляд приладу
- Огляд LG Optimus L7 [Архівовано 28 жовтня 2012 у Wayback Machine.] на CNET (англ.)
- Огляд LG Optimus L7 [Архівовано 15 жовтня 2012 у Wayback Machine.] на Хабрахабр (рос.)

## Відео
- Фільм про продукт LG optimus L7 [Архівовано 8 грудня 2017 у Wayback Machine.] (англ.)
- Огляд LG Optimus L7 [Архівовано 13 липня 2012 у Wayback Machine.] від PhoneArena (англ.)
- LG Optimus L7 - огляд флагману бюджетної лінійки від Droider.ru (рос.)